# Christian Arhoff
Christian Hans Jens Arhoff (* 26. Januar 1893 in Horsens; † 9. August 1973 in Hillerød) war ein dänischer Schauspieler.

## Leben und Wirken
Christian Arhoff wuchs gemeinsam mit einem älteren Bruder und einer jüngeren Schwester in Horsens auf. 
Nach seinem Schulabschluss absolvierte er von 1909 bis 1913 seine Schauspielausbildung an der Eleveskole des Königlichen Theaters Kopenhagen, wo er im Jahr 1913 als Darsteller auch sein Bühnendebüt hatte. Er wirkte im Laufe seiner Karriere in zahlreichen Theaterstücken, Musicals, Kabarett-Programmen und Varieté-Shows mit, so unter anderem auch am Folketeatret, am Odense Teater, am Aarhus Teater, am Theater Helsingør oder bei Veranstaltungen im Tivoli. Von 1915 bis 1970 wirkte er als Schauspieler vor der Kamera in mehr als 60 Film-und-Fernsehproduktionen mit, darunter zu Beginn seiner Tätigkeit als Schauspieler noch in sechs Stummfilmen. Er war zudem als Drehbuchautor für Spielfilme und als Synchronsprecher für Zeichentrickfilme aktiv.
Arhoff bildete in den 1920er-Jahren gemeinsam mit seinem Schauspielkollegen Robert Storm Petersen ein in ganz Dänemark beliebtes Komikerduo. Im Jahr 1952 veröffentlichte Arhoff mit dem Musiker Holger Hansen das Lied Den tar vi ogsa med.
Arhoff war einige Jahre lang, auch zu dem Zeitpunkt, als Dänemark unter deutscher Besatzung stand, ein Mitglied der Dänischen Nationalsozialistischen Arbeiterpartei (DNSAP). Nach Ende des Zweiten Weltkrieges war er dadurch bei großen Teilen des dänischen Publikums in Ungnade gefallen. Bei einem Auftritt im November 1947 wurde er vom Publikum zunächst ausgebuht, dann aber doch mit Applaus bedacht und wieder toleriert.
Christian Arhoff war ab dem 2. September 1931 bis zu seinem Tod mit Eva-Maria Brønnum (1912–1975) verheiratet. Die Ehe blieb kinderlos. Er starb am 9. August 1973 im Alter von 80 Jahren in seinem langjährigen Wohnort Hillerød. Seine Grabstätte befindet sich auf dem Kopenhagener Vestre Kirkegård.

## Filmografie (Auswahl)
- 1927: Pat und Patachon: Kraft durch Schönheit
- 1928: Pat und Patachon: Raffinierte Meisterdetektive
- 1930: Pat und Patachon auf Freiersfüßen
- 1932: Pat und Patachon schlagen sich durch
- 1933: Mit Pauken und Trompeten
- 1937: Cocktail
- 1959: Jugend, Jazz und Serenaden
- 1959: Vater hoch vier (Filmreihe)
- 1961: Farinelli
- 1965: Kik Ind!
- 1968: Als im P... das Licht ausging